# キーストンプロ
キーストンプロは東京都新宿区にあった芸能事務所。キーストンプロダクションとは無関係。

## 概要
- 所属芸人でもある「ツースリー」のキングまちが経営者であった。
- ライブは月に4日前後開催。所属芸人は「シャカリキ」と「ガムシャラ」の二組に分けられておりライブも別々に行われていた（合同で行うライブもある）。
- 2006年末をもって解散。2007年3月から毎月、元所属芸人達による自主ライブ「バカ集合!」を開催している。
- 解散にまつわる話はこちら。※閲覧するには会員登録が必要

## 所属していた芸人
- メインストリート（田中さん、浜田ツトム）
  - SMA NEET Projectに移籍後、2014年9月解散。その後、田中はピン芸人、浜田はコンビ「閃光少女」「ヒルトヨル」「きのこのサラダ」として活動。
- ハイスパット（高橋洋平、二階堂透）
  - アミー・パークに移籍後、2015年7月解散。
- ランチランチ（藤崎賢嗣、海野孝太）
  - ホリプロコムに移籍後、2015年3月解散。その後、藤崎はピン芸人「ラリゴ」としての活動を経て引退。
- ハマカーン（浜谷健司、神田伸一郎）
  - ケイダッシュステージに移籍し、2012年のTHE MANZAIにて優勝。
- 年中無休（マッコン、みやかわ）
  - 「ボーイフレンド」と改名し、東京NSC13期生となり、よしもとクリエイティブ・エージェンシーに移籍。2021年12月解散。
- カメレオン（松戸正宏、小木曽健史）
  - 解散後、松戸はスクールJCA14期生となり、コンビ「サンタモニカ」を結成（その後「リッチモンド」と改名）し、プロダクション人力舎へ移籍。
  - その後、松戸は現在はコンビ「千葉チューセッツ」としてプロデューサーハウスあ・うんにて活動中。
- さめごはん（池永司、成田圭二）
  - その前、サンミュージック企画のお笑い部門を経て トゥインクル・コーポレーションに所属し、「ザンボット2」というコンビ名で活動。
  - 解散後、成田はピン芸人「ナリタケイジ」としての活動を経て、引退。
- ツースリー（キングまち、みったん）
  - 2006年12月解散。
- マンションズ（森下剛士、島崎章）
  - 2006年11月解散、森下は構成作家として活動。
- ライフライン（池永匠、堀内慎司）
  - 太田プロダクションに移籍後、2011年10月解散。
- ハイハイラックス（村石友次、皆川真也）
  - 「プラント」と改名し、ホリプロコムへ移籍後、解散。
- 駅から5分（今川、大貫慶太）
  - 解散後、大貫は東京NSC13期生となり、よしもとクリエイティブ・エージェンシーへの移籍を経て、コンビ「スターマイン」を結成。その後、解散。